# Обобщённый потенциал
Обобщённый потенциал — понятие классической механики, применяемое для удобного вычисления обобщённых сил, зависящих от обобщённых скоростей. 

## Формулировка
Рассмотрим механическую систему с {\displaystyle s} степенями свободы, с кинетической энергией {\displaystyle T} и обобщёнными силами {\displaystyle Q_{m}}. Здесь всюду {\displaystyle m=1,2,...,s}. Рассмотрим выражение для потенциальной энергии в виде функции {\displaystyle V=V(q_{1},q_{2},...,q_{s},{\dot {q}}_{1},{\dot {q}}_{2},...,{\dot {q}}_{s},t)}. Потребуем, чтобы уравнения Лагранжа 
{\displaystyle {\frac {d}{dt}}\left({\frac {\partial T}{\partial {\dot {q}}_{m}}}\right)-{\frac {\partial T}{\partial q_{m}}}=Q_{m}}, 
имели вид 
{\displaystyle {\frac {d}{dt}}\left({\frac {\partial L}{\partial {\dot {q}}_{m}}}\right)-{\frac {\partial L}{\partial q_{m}}}=0}, где {\displaystyle L=T-V}, {\displaystyle V} - обобщённый потенциал. 
Обобщённым потенциалом называется функция {\displaystyle V}, удовлетворяющая уравнению 
{\displaystyle {\frac {d}{dt}}\left({\frac {\partial V}{\partial {\dot {q}}_{m}}}\right)-{\frac {\partial V}{\partial q_{m}}}=Q_{m}}, 
Найдём зависимость функции {\displaystyle V} от обобщённых скоростей.
{\displaystyle Q_{m}={\frac {d}{dt}}\left({\frac {\partial V}{\partial {\dot {q}}_{m}}}\right)-{\frac {\partial V}{\partial q_{m}}}=\sum _{\mu =1}^{s}{\frac {\partial ^{2}V}{\partial {\dot {q}}_{m}\partial {\dot {q}}_{\mu }}}{\ddot {q}}_{\mu }+\sum _{\mu =1}^{s}{\frac {\partial ^{2}V}{\partial {\dot {q}}_{m}\partial q_{\mu }}}{\dot {q}}_{\mu }+{\frac {\partial ^{2}V}{\partial {\dot {q}}_{m}\partial t}}-{\frac {\partial V}{\partial q_{m}}}}
Так как обобщённые силы явно от обобщённых ускорений не зависят, то обобщённый потенциал может быть только линейной функцией от обобщённых скоростей: 
{\displaystyle V=\Pi (q_{m},t)+\sum _{\mu =1}^{s}\Pi _{\mu }(q_{m},t){\dot {q}}_{\mu }}
Далее: 
{\displaystyle Q_{m}={\frac {d}{dt}}\left({\frac {\partial V}{\partial {\dot {q}}_{m}}}\right)-{\frac {\partial V}{\partial q_{m}}}={\frac {d\Pi _{m}}{dt}}-{\frac {\partial }{\partial q_{m}}}\left[\sum _{\mu =1}^{s}\Pi _{\mu }{\dot {q}}_{\mu }+\Pi \right]=\sum _{\mu =1}^{s}{\frac {\partial \Pi _{m}}{\partial q_{\mu }}}{\dot {q}}_{\mu }+{\frac {\partial \Pi _{m}}{\partial t}}-\sum _{\mu =1}^{s}{\frac {\partial \Pi _{\mu }}{\partial q_{m}}}{\dot {q}}_{\mu }-{\frac {\partial \Pi }{\partial q_{m}}}=-{\frac {\partial \Pi }{\partial q_{m}}}+\sum _{\mu =1}^{s}\left({\frac {\partial \Pi _{m}}{\partial q_{\mu }}}-{\frac {\partial \Pi _{\mu }}{\partial q_{m}}}\right)+{\frac {\partial \Pi _{m}}{\partial t}}}. 
Таким образом: 
{\displaystyle Q_{m}=-{\frac {\partial \Pi }{\partial q_{m}}}+\sum _{\mu =1}^{s}\gamma _{m\mu }{\dot {q}}_{\mu }+{\frac {\partial \Pi _{m}}{\partial t}}}, где {\displaystyle \gamma _{m\mu }={\frac {\partial \Pi _{m}}{\partial q_{\mu }}}-{\frac {\partial \Pi _{\mu }}{\partial q_{m}}}}
В случае, если функции {\displaystyle \Pi _{m}} не зависят явно от времени, то обобщённые силы складываются из потенциальных сил {\displaystyle -{\frac {\partial \Pi }{\partial q_{m}}}} и гироскопических сил {\displaystyle \sum _{\mu =1}^{s}\gamma _{m\mu }{\dot {q}}_{\mu }}.

## Пример
Рассмотрим силу Лоренца, действующую на точечный электрический заряд в электромагнитном поле: {\displaystyle F=e\left[E+{\frac {v}{c}}\times B\right]}, где {\displaystyle e} - электрический заряд, {\displaystyle v} - скорость заряда, {\displaystyle E} - напряжённость электрического поля, {\displaystyle B} - индукция магнитного поля, {\displaystyle c} - скорость света. Обобщённый потенциал для силы Лоренца можно ввести формулой: {\displaystyle V=e\phi -{\frac {e}{c}}vA=e\phi -{\frac {e}{c}}\left({\dot {x}}A_{x}+{\dot {y}}A_{y}+{\dot {z}}A_{z}\right)}, где {\displaystyle \phi } - скалярный потенциал, {\displaystyle A} - векторный потенциал 